# Pericoma complicata
Pericoma complicata és una espècie d'insecte dípter pertanyent a la família dels psicòdids que es troba a Sud-amèrica: Neuquén (Argentina).